# Железницкие Выселки
Железницкие Выселки — деревня в Рыбновском районе Рязанской области. Входит в Пионерское сельское поселение.

## География
Находится в западной части Рязанской области на расстоянии приблизительно 46 км на запад-юго-запад по прямой от железнодорожного вокзала в городе Рыбное.

## История
В 1859 году еще не была учтена. В 1897 году здесь (тогда деревня Зарайского уезда Рязанской губернии) было учтено 44 двора.

## Население
Численность населения: 73 человека (1897 год), 1 в 2002 году (русские 100 %), 7 в 2010.